# Чирва, Кузьма Яковлевич
Кузьма Яковлевич Чирва — советский хозяйственный, государственный и политический деятель, Герой Социалистического Труда.

## Биография
Родился в 1905 году на хуторе Марьинский. Член КПСС.
С 1925 года — на хозяйственной, общественной и политической работе. В 1925—1962 гг. — крестьянин, заместитель председателя сельсовета, колхозник, председатель местного колхоза «Трудовая артель», председатель ряда колхозов Ванновского района, председатель Марьинского сельсовета, директор промкомбината, заведующий отделением ордена Ленина совхоза «Кубань», участник Великой Отечественной войны, политрук эскадрона, заместитель командира миномётной роты, стрелкового батальона по политчасти, парторг 1006-го стрелкового полка, управляющий отделением семеноводческого ордена Ленина совхоза «Кубань» Министерства совхозов СССР Гулькевичского района Краснодарского края.
Указом Президиума Верховного Совета СССР от 6 апреля 1948 года присвоено звание Героя Социалистического Труда с вручением ордена Ленина и золотой медали «Серп и Молот».
Умер в Краснодарском крае в 1976 года.